# Vihiers
Vihiers korábbi község Franciaország Loire mente régiójában, Maine-et-Loire megyében. 2016. január 1-jén hat másik korábbi községgel egyesült és Lys-Haut-Layon új község része lett.
Lakosainak száma 2338 fő (2018. január 1.). Vihiers Valanjou, Aubigné-sur-Layon, Montilliers, Cernusson, La Fosse-de-Tigné, Trémont, Les Cerqueux-sous-Passavant, Nueil-sur-Layon, Saint-Paul-du-Bois, La Plaine, Coron, La Salle-de-Vihiers és Melay községekkel határos.

## Népesség
A település népessége az elmúlt években az alábbi módon változott:
| Lakosok száma | 3530 | 3579 | 3709 | 4131 | 3992 | 4226 | 4290 | 8073 | 2255 | 2338 |
|               | 1962 | 1968 | 1975 | 1990 | 1999 | 2008 | 2013 | 2016 | 2017 | 2018 |